# Реймонд Файст
Реймонд Еліас Файст, Раймонд Фейст (англ. Raymond E. Feist; р. 23 грудня 1945, Лос-Анджелес, Каліфорнія, США) — американський письменник-фантаст. Мешкає в Сан-Дієго з дружиною та дітьми.

## Біографія
Реймонд Еліас Гонсалес 3-й народився й виріс в 1945 році у південній Каліфорнії. Прізвище Файст він отримав від вітчима, кінорежисера Фелікса Е. Фейста. 1977 року закінчив із відзнакою Каліфорнійський університет у Сан-Дієго, бакалавр в області техніки зв'язку. В 1982 році дебютував у літературі дилогією «Чарівник» (Magician) в жанрі фентезі, яка стала початком масштабної серії книг «Війна Брам» (англ. Riftwar, від геологічного терміна рифт, тобто  «розрив») у світі Мідкемії. Лише одне тільки англійське видання роману було продано тиражом у понад один мільйон екземплярів.
Його книги переклали багатьма мовами, а загальний тираж перевищив 15 мільйонів екземплярів.

## Серії
1. Війна Брам — першими та найбільш відомими творами Реймонда були дві дилогії про світ Мідкемії. Цей світ був вигаданий Фейстом для рольових ігор зі своїми інститутськими друзями у 70-і. Перші дві книги описують пригоди юнака на ім'я Паг, який потрапив у полон до прибульців із паралельного світу Келевана і став могутнім чарівником. Наступні дві книги розповідають про боротьбу його друга принца Арути з ватажком темних ельфів.
  1. Чарівник (Magician, 1982) — (у російському виданні два томи) Учень Чарівника (Magician:Apprentice, 1982;)
  2. Майстер-Чарівник (Magician:Master, 1982, також як «Обладунки дракона»)
  3. Терн Сріблястий (Silverthorn, 1985; «Долина Темряви»)
  4. Темрява над Сетаноном (Darkness at Sethanon, 1986; «Нічні Яструби»)
2. Крондор — події серії відбуваються у місті Крондор продовжують розповідь про боротьбу проти гільдії найманих убивць під назвою «Нічні Яструби». Ще до виходу книг, ця історія була розказана у рольових іграх Betrayal at Krondor і Return to Krondor. 
  1. Зрада в Крондорі (Krondor: the Betrayal, 1998)
  2. Убивці Крондора (Krondor: the Assassins, 1999)
  3. Сльоза Богів Крондора (Krondor: Tear of the Gods, 2000)
3. Сини Крондора — цикл, що розповідає про братів Боурріка, Ерланда та Ніколаса, дітях принца Арути, головного героя попередніх книг. 
  1. Принц Крові (Prince of the Blood, 1989)
  2. Королівський Пірат (the King’s Buccaneer, 1991; видавався також як Золотий дракон)
4. Імперська трилогія — трилогія у співавторстві з Д.Вуртц, події відбуваються на Келевані і розповідають історію Війни Брам з іншого боку. Головна героїня Мара з народу цурані, після загибелі всіх чоловіків свого роду у Війні Брам, змушена прийняти владу в родовому маєтку й потрапляє у вихор інтриг. 
  1. Донька Імперії (Daughter of the Empire, 1987)
  2. Слуга Імперії (Servant of the Empire, 1990) 
    1. Полонений Імперії
    2. Слуга Імперії

  3. Пані Імперії  (Mistress of the Empire, 1992) 
    1. Воїн Імперії
    2. Пані Імперії
5. Легенди Війни Брам — серія оповідає про різні події у період Війни Брам. Написані у співавторстві 
  1. Славний Ворог (Honoured Enemy, 2001)
  2. Вбивство у Ламуті (Murder in LaMut, 2002)
  3. Джиммі Рука (Jimmy the Hand, 2003)
6. Війна Змій
  1. Тінь Темної Королеви (Shadow of a Dark Queen, 1994, також видавалася як Королева темряви)
  2. Сходження Князя Торговців (Rise of a Merchant Prince, 1995, також як Сходження короля торговців)
  3. Гнів Короля Демонів (Rage of a Demon King, 1997)
  4. Уламки Корони (Shards of a Broken Crown, 1998)
7. Конклав тіней (Логово тіней) 
  1. Кіготь Сріблястого Яструба (Talon of the Silver Hawk, 2002)
  2. Король Лис (King of Foxes, 2003)
  3. Повернення Вигнанця (Exile’s Return, 2004)
8. Darkwar Saga
  1. Flight of the Nighthawks (2005)
  2. Into a Dark Realm (2006)
  3. Wrath of a Mad God (2008)
9. Demonwar Saga
  1. Rides a Dread Legion (2009)
  2. At The Gates of Darkness (2009)
10. Chaoswar Saga
  1. A Kingdom Besieged (2011)
  2. A Crown Imperiled (2012)
  3. Magicians End (2013)
11. Оповідання:
  1. Дров'яний хлопчик (The Wood Boy, 1998)
  2. Посланець (The Messenger, 2003)

The Firemane Saga
- King of Ashes (2018)
- Queen of Storms (2020)
- Master of Furies (робоча назва; TBA)